# Восстание в Чернышевском районе
Восстание в Чернышевском районе — это восстание крестьян против советский власти, случившееся в сёлах Чернышевского района Абрамовка, Старый Олов, Гаур, Утан, Елкинда, Кадая, Жипкос, Икшица и других в 1930 году. Число восставших было 181 человек, бои проходили против отрядов самообороны, стрелков лагеря особого назначения (ЛОН) и бойцов ОГПУ. С каждой из сторон погибло 15 лиц. Восстание было подавлено, Тройка ОГПУ привлекла к ответственности 62 повстанцев, девять из них были расстреляны, остальные отправлены в лагеря.

## Предыстория
В июне 1930 года в селе Укурей происходили традиционные конные бега, на которые приехали многие крестьяне из близлежащих сёл. Многие крестьяне были наслышаны о восстании в Жидкинском районе, которое было организовано середняками из-за перегибов с раскулачиванием, и делились друг с другом новостями о том, кто что об этом знает. В конце-концов, среди жителей Укурея пошли разговоры о возможности тоже восстать против Советской власти, прямо об этом заговорили П. Золотарёв и А. Куницын.
16 июня жители села Гаур середняки Д. Вологдин, И. Вологдин, М. Истомин и Т. Матафонов собрались в доме И. Вологдина, чтобы обсудить грядущее восстание. Все они были недовольны тяготой коллективизации и раскулачиванием середняков. Также было понимание, что им следует поднимать восстание поскольку во всех остальных районах крестьяне уже восстали, и их район оставался единственным, кто пока был в стороне. В итоге собравшиеся решились на организацию восстания и условились провести съезд с делегатами от других сёл для разработки плана его реализации.

## Восстание
20 июня в селе Укурей прошёл съезд на который прибыли делегаты семи сёл:
- Гаур — Д. Вологдин, И. Вологдин, М. Истомин, Т. Матафонов;
- Утан — бедняк И. Конев;
- Старый Олов — середняк К. Кузнецов;
- Укурей — П. Золотарёв и А. Куницын;
- Икшица — середняк А. Мартынов;
- Шивия — середняк С. Вологдин;
- Курлыч — середняк С. Вологдин.

На съезде выступил Тихон Матафонов, главный вдохновитель восстания:
«Нас неправильно раскулачили, задели середняков, партизан, а поэтому, думаю, нам нужно выступить, как сделали в других районах».
Своё слово сказал Истомин:
«Нужно выступить, свергнуть коммунистов, разогнать коммуны и сделать так, чтобы была Советская власть без коммунистов».
В итоге съезд постановил о поднятии вооруженного восстания и о выступлении в ночь на 26 июня.
Всем делегатам рекомендовалось обсудить с крестьянами из своих сёл восстание и подготовить их. Чтобы до вышестоящих властей не сразу дошла весть о выступлении, С. Вологдину поручили спилить телеграфные столбы и порвать провода.
Через несколько дней после съезда, в селе Гаур в доме Истомина прошла встреча, организованная Истоминым и Матафоновым, на которую пришли более 30 человек. Услышав о грядущем восстании, люди одобрили это решение и приготовились искать оружие и собирать лошадей. Похожая встреча произошла в селе Укурей, Куницын и Золотарёв организовали собрание, на которое пришло семь человек, все они согласились участвовать в восстании. Иначе прошло обсуждение в селе Шивия, Сергей Вологдин организовал собрание из восьми человек, однако ни к какому решению они не пришли. Тогда на следующий день Вологдин снова позвал жителей на собрание, на этот раз пришли десять человек, и по итогу обсуждения решились не участвовать в восстании в виду его бесперспективности. Ни в селе Икшица ни в селе Курлыч никаких собраний провести не удалось. В селе Абрамовка удалось организовать собрание на двенадцать человек, которые согласились выступить в восстании. В селах Старый Олов и Жипкошино прошли собрания и приняли решение выступить в восстании.
26 июня 1930 года восстание началось.
- Гаур — вышли 57 человек;
- Старый Олов — вышли 34 человека;
- Утан — вышли 20 человек;
- Кадая — вышли 15 человек;
- Жипкошино и Елкинда — вышли 25 человек;
- Абрамовка — вышли 22 человека;
- Икшица — вышли 8 человек.

Повстанцы из села Старый Олов разбились на четыре взвода и избрали своим командиром Давыда Нижегородцева. Командиром 1-го взвода стал бедняк Евграф Кузнецов, 2-го взвода — кулак П. Истомин, 3-го взвода — середняк Иконников, 4-го взвода — середняк Флегонт Суханов. В дальнейшем отряд направился в село Кадая для разоружения сельского актива. Завязался бой, который привёл к нескольким раненным среди восставших, но в итоге восставшие своего добились.
Повстанцы из села Гаур разоружили председателя сельского совета, а затем отправились в падь Утан, где избрали своим командиром Тихона Матафонова, участника Первой мировой войны.
В ночь на 26 июня Сергей Вологдин в двух километрах от села Шивия спилил телеграфные столбы и порвал провода.
Вечером 26 июня все восставшие, в том числе отряд Нижегородцева, прибыли в падь Утан, где Нижегородцев принял общее командование, а помощниками его стали Матафонов и Черепанов.
В ночь на 27 июня отряд направился в село Утан, чтобы разоружить охрану лагеря особого назначения (ЛОН), освободить оттуда заключенных и таким образом увеличить состав отряда, и забрать оружие. Однако очень скоро отряд нарвался на стрельбу по своим позициям, стрелял отряд самообороны и охраны ЛОН. Один из повстанцев М. Вологдин убил стрелка охраны лагеря особого назначения Суханова. Также в бою погиб ещё один стрелок — Магичев. В ходе боя отряд разделился на части, некоторые повстанцы не ожидали сопротивления и обратились в бегство, другие воспряли духом и бросились в атаку.
28 июня некоторые из восставших из группы Матафонова решили, что из восстания ничего не вышло и потому решили сдаться. 29 июня они вернулись в села Гаур, Абрамовка и Шивия, где сдали оружие.
В это время из сёл Жипкошино и Елкинда направлялся отряд Кесаря Шестакова. Пытаясь соединиться с остальными восставшими, он отправился в падь Утан. По дороге ему удалось разоружить советский актив в сёлах Куруля, Озеринское, Шакша и Берея. Его отряд взял в плен председателя сельсовета из села Озеринское Соболя, после чего один из участников отряда Степан Неронов убил его. Убийство Соболя было исполнено по приказу Шестакова. Оказавшись 28 июня в Утане Шестаков увидел, что село не взято и направился в село Бородинское. В конце дня туда же подошёл и отряд Нижегородцева. В итоге собравшиеся решили сделать руководителя восстанием Шестакова.
29 июня войско восставших осело в селе Зюльзикан. Вечером туда нагрянул 3-й дивизион 2-го Дальневосточного кавалерийского полка войск ОГПУ. Восставшие атаковали красноармейцев, были убиты бойцы ОГПУ Тогамов и Сорочкин. Вместе с тем сами восставшие потеряли своих вожаков, пулемётная очередь настигла Шестакова и Нижегородцева, были ранены С. Эпов, И. Протопов, Г. Черепанов. Многие восставшие после этого ушли в свои сёла и стали сдаваться. Небольшой отряд Неронова, численностью 11 человека, собранный из остатков восставших был вскоре разбит бойцами ОГПУ. Из повстанцев этой группы выжили трое — Л. Слепков, Н. Комогорцев, А. Иконников.

## Итоги
Восстание было подавлено, с каждой из сторон погибло 15 лиц.
Тройка ОГПУ привлекла к ответственности 62 повстанцев Девять из них были расстреляны, остальные отправлены в лагеря.
Тихон Матафонов сдался властям, арестован 2 августа, 8 сентября его сначала приговорили к расстрелу, но потом заменили наказание на 10-летное заключение. 7 декабря 1989 года он был реабилитирован.
Флегонт Суханов был арестован 29 июля, приговорён к 10 годам заключения. Реабилитирован в 1989 году.
Евграф Кузнецов арестован 15 августа, приговорён к 10 годам заключения. Реабилитирован в 1989 году.